# Joseph Jarman
Joseph Jarman (14. září 1937, Pine Bluff, Arkansas, USA – 9. ledna 2019, Englewood, New Jersey) byl americký jazzový hudebník a kněz. 
Vyrůstal v Chicagu, kde také studoval na DuSable High School. 
Nejprve hrál na bicí, ale s nástupem do armády přešel k saxofonu a klarinetu. Armádu opustil v roce 1958 a v té době nastoupil na vysokou školu, kde se setkal s mnoha pozdějšími jazzovými hudebníky. S několika z jich založil v roce 1965 organizaci Association for the Advancement of Creative Musicians. Byl dlouholetým členem skupiny Art Ensemble of Chicago. V roce 1990 začal studovat zenbuddhismus a později se stal knězem školy Jōdo Shinshū.